# Jezero (Despotovac)
Jezero (Servisch cyrillisch Језеро) is een plaats in de Servische gemeente Despotovac. De plaats telt 433 inwoners (2002).